# Франческа Килеми
Франческа Килеми (итал. Francesca Chillemi; Барчелона Поцо ди Гото, 25. јул 1985) италијанска је глумица, манекенка, телевизијска личност и мис Италије 2003. године.

## Биографија

### Младост и образовање
Рођена је 25. јула 1985. у Барчелона Поцо ди Готу, као ћерка Салватора Чилемија и Марије Шито. Има старијег брата Ђузепеа. Са осамнаест година је победила на такмичењу лепоте за Мис Италије 2003, добивши круну од Клаудије Кардинале.
Након такмичења се вратила на Сицилију где је завршила Liceo classico.

### Каријера
Године 2004. почела је да ради као глумица. Прва улога јој је била Костанца у две епизоде четврте сезоне серије Доктор у породици, док је 2004. и 2005. учествовала у неким телевизијским програмима међу којима су I raccomandati и Italia che vai. Године 2005. имала је гостујуће улоге у Varietà, Aspettando Miss Italia, Sognando tra le note и Miss Italia: la sfida comincia. Такође, учествовала је у Sanremo contro Sanremo.
Године 2007. и 2008. придружила се глумачкој екипи серије Carabinieri, са улогом Лауре Флестеро. Године 2007. глумила је у другој сезони Gente di mare. Године 2008. био је протагониста епизоде La luna di carta, серије Инспектор Монталбано. Исте године глумила је Микеле у минисерији Vita da paparazzo. Добитница је награде Маргута La Via Delle Arti за најбољу глумицу у играној серији.
Године 2009. дебитовала је на великом платну филмовима Feisbum - Il film и Cado dalle nubi. Године 2010. глумила је у серији Одред за борбу против мафије. Исте године је глумила у мини серији Saint Philip Neri: I Prefer Heaven, заједно са Ђиђијем Пројетијем. Такође, учествовала је у видео спотовима Casting, режији Лучија Пеллегринија, и у Solo un momento, режији Марка Ђакометија. Године 2011. се придружила глумачкој екипи минисерије Notte prima degli esami '82, у улози Клаудије, и епизоди серије Fratelli detective. Исте године глумила је у серији Да помогне нам Бог.
Године 2012. глумила је Кити у мини серији Капетанова кћи, као и Норе у мини серији Sposami, заједно са Данијелом Печијем. Била је домаћин финала седамдесет четвртог такмичења Мис Италије 27. октобра 2013, заједно са Масимом Гинијем и Чезаром Бочијем.
Године 2014. глумила је Корин у мини серији Лепотица и звер, заједно са Бланком Суарез и Aлесандром Прециозијем. Године 2016. имала је гостујућу улогу у серији Инспектор Колијандро. Исте године је глумила у серији Braccialetti rossi. Године 2017. глумила је Лауре у филму Natale da chef. Године 2019. глумила је у серији L'isola di Pietro, заједно са Ђанијем Морандијем.
Године 2021. глумила је Маргариту у епизоди серије Леонардо. Исте године глумила је у филмовима Reefa, Џесике Каване, With or Without You, Стефана Сарда, и Anima bella, Дарија Албертинија. Такође, учествовала је у телевизијском програму Penso che un sogno così.
Од 2022. глуми Виолу Витале у серији Виола боје мора, заједно са Џаном Јаманом. Године 2023. глумила је Соње у филму In fila per due.

### Приватан живот
Године 2009. је фотографисана у друштву Мутасима Гадафија, сином либијског лидера Муамера ел Гадафија, са којим је новинари повезују од 2005. Убрзо је демантовала такве гласине истичући да су пријатељи. Између 2010. и 2011. је повезивана са колегом Франческом Шијаном, а између 2014. и 2023. са предузетником Стефаном Росом, сином Ренца Роса – оснивача модног бренда Diesel. Заједно су добили ћерку 2016, а следеће године су се преселили у Њујорк.

## Филмографија

### Телевизија
| Година     | Назив                              | Улога              |
| ---------- | ---------------------------------- | ------------------ |
| 2003.      | Miss Italia                        | Себе / Такмичарку  |
| 2004.      | Доктор у породици                  | Констанца          |
| 2004―2005. | I raccomandati                     | Себе / Суводитељка |
| 2005.      | Aspettando Miss Italia             | Себе / Домаћица    |
| 2007.      | Gente di mare                      | Верна Леонети      |
| 2007―2008. | Carabinieri                        | Лаура Флестеро     |
| 2008.      | Vita da paparazzo                  | Микела             |
| 2008.      | Инспектор Монталбано               | Тереза Шака        |
| 2010.      | Одред за борбу против мафије       | Микела Туриси      |
| 2010.      | Saint Philip Neri: I Prefer Heaven | Иполита            |
| 2011.      | Notte prima degli esami '82        | Клаудија Бакиоко   |
| 2011―      | Да помогне нам Бог                 | Азура Леонарди     |
| 2012.      | Капетанова кћи                     | Кити               |
| 2012.      | Sposami                            | Нора               |
| 2013.      | Miss Italia                        | Себе / Домаћин     |
| 2014.      | Лепотица и звер                    | Корин              |
| 2016.      | Инспектор Колијандро               | Лусија Гало        |
| 2016.      | Braccialetti rossi                 | Бобова мајка       |
| 2019.      | L'isola di Pietro                  | Моника Мирафиори   |
| 2021.      | Леонардо                           | Маргарита          |
| 2022—      | Виола боје мора                    | Виола Витале       |

### Филм
| Година | Назив                  | Улога          |
| ------ | ---------------------- | -------------- |
| 2009.  | Feisbum: The Movie     | Веридиана      |
| 2009.  | Cado dalle nubi        | Лујза          |
| 2010.  | The Woman of My Dreams | Себе           |
| 2017.  | Natale da chef         | Лаура Мичелети |
| 2021.  | With or Without You    | Никол Фантини  |
| 2023.  | In fila per due        | Соње           |